# Igor Objetivo Uikokahonia
Igor: Objetivo Uikokahonia fue la primera aventura gráfica desarrollada íntegramente en España, siendo a la vez el primer título desarrollado por la compañía Pendulo Studios, y publicado en 1994. Recuerda, tanto en gráficos como en modo de manejo, a títulos clásicos de LucasArts como Monkey Island.

## Historia
Igor es un estudiante de una típica universidad norteamericana y está enamorado perdidamente de una compañera de clase, Laura, aunque esta lo desconoce. Espiándola, se entera de que se está organizando un viaje a una isla paradisíaca llamada Uikokahonia. Tanto Laura como el mayor enemigo de Igor, Philip, que además es pretendiente también de Laura, se van a apuntar a ese viaje. Igor desea apuntarse también para tener más cerca a Laura y tener vigilado a Phillip. Pero para ello, antes debe cumplir con una serie de requisitos: estar matriculado en Biología, presentar un trabajo de fin de semestre y aportar el dinero para costear el viaje. No cumple con ninguna de estas premisas, por lo que su labor será hacer que se cumplan, cueste lo que cueste.

## Manejo
El manejo de Igor se realiza por medio del ratón, con una interfaz gráfica similar al conocido SCUMM de LucasArts. Como en la gran mayoría de aventuras gráficas clásicas, hay que avanzar en la acción mediante la recogida y uso de distintos objetos encontrados en cada uno de los escenarios que se visitan, y estos deben ser investigados a fondo buscando todas las pistas posibles para avanzar. Las conversaciones que mantengamos con los personajes que nos encontremos serán también fundamentales.

## Información técnica
El juego fue desarrollado en 1994, y como la mayor parte de los videojuegos para PC de dicha época, necesita MS-DOS para ejecutarse, presentando dificultades para funcionar en sistemas Windows a partir de Windows XP. En un principio salió en versión en disquetes, aunque poco después apareció una versión en CD-ROM que incluía las voces de los personajes, sonidos y músicas mejoradas y algunos escenarios completamente rediseñados. La versión en disquetes fue distribuida por Dro Soft, mientras que la versión en CD lo fue por Dinamic Multimedia.
Aunque una implementación del motor del juego para su inclusión en ScummVM estuvo en desarrollo, este fue abandonado el 14 de noviembre de 2009 después de unos dos años sin avanzar.